# Kazimierz Zakrzewski (historyk)
Kazimierz Zakrzewski, pseud. Bobrowski, Nostromo (ur. 4 listopada 1900 w Krakowie, zm. 11 marca 1941 w Palmirach) – polski historyk, czołowy polski bizantynista, związany z lewicą sanacyjną publicysta i działacz syndykalistyczny, główny – obok Jerzego Szuriga – teoretyk polskiego syndykalizmu, analityk systemów totalitarnych.

## Życiorys
Urodzony w rodzinie profesorskiej. Był synem profesora fizyki na Uniwersytecie Jagiellońskim Konstantego. Jego stryjem był Stanisław Zakrzewski, wybitny mediewista. Od wczesnej młodości pozostawał pod wpływem syndykalizmu Sorela i filozofii pracy Stanisława Brzozowskiego.
W roku 1910 rozpoczął naukę w gimnazjum, którą kontynuował do 1917 roku. Po zdaniu matury wstąpił do Legionów Polskich. Będąc ranny, leżał w szpitalu w Dolinie, następnie w Huszcie i w Żurawicy. Później wcielony do armii austriackiej był w Dolomitach na froncie włoskim. W 1918 uczestniczył jako ochotnik w walkach z formacjami nacjonalistów ukraińskich pod Lwowem walcząc jako członek załogi pociągu pancernego. W lipcu 1920 roku był w Brygadzie Akademickiej w Rembertowie. Walczył w wojnie przeciw bolszewikom, ale z powodu złego stany zdrowia, został zwolniony z wojska i przewieziony do Krakowa. W 1920 czasie rozpoczął studia wyższe na Uniwersytecie Jagiellońskim, kontynuowane następnie na Uniwersytecie Jana Kazimierza we Lwowie, gdzie w 1923 uzyskał stopień doktora na podstawie pracy: Samorząd miast Achaji rzymskiej. Arkadja – Messenia – Lakonia (Lwów 1925). Pisał ją na seminarium u profesora Konstantego Chylińskiego, po obronie pracy został jego asystentem przy katedrze historii starożytnej. Dwa lata później wyjechał do Francji w charakterze stypendysty, ulegając tam fascynacjom z jednej strony ideami Sorela, z drugiej zaś potęgą centrali związkowej CGT pod przywództwem Leona Jouhaux. Tam pod kierunkiem prof. Sellera i Jougueta przez dwa lata pogłębiał swoją wiedzę na temat antyku. Po powrocie do kraju i habilitacji w 1927 (Rządy i opozycja za cesarza Arkadiusza, Kraków 1927) wykładał na Uniwersytecie Poznańskim (1929/30). Mając lepsze warunki do pracy przenosi się ponownie do Lwowa, gdzie ponownie wykłada od 1931 roku. W 1935 objął utworzoną specjalnie dla niego Katedrę Historii Bizancjum na Uniwersytecie Warszawskim. Był autorem pierwszej polskiej syntezy-podręcznika dziejów cesarstwa wschodniego, wprowadził historię Bizancjum jako oddzielną dyscyplinę uniwersytecką. Dużą część swoich prac poświęcił historii politycznej V w. n.e., a także problemowi granicy między antykiem a średniowieczem. W roku 1939 po śmierci swego mistrza profesora Konstantego Chylińskiego nie przyjmuje proponowanej posady profesora we Lwowie. Pozostaje w Warszawie, aby nadal kontynuować swoje zainteresowania bizantynologiczne. Prowadzi na uniwersytecie wykłady i prowadzi seminarium, na którym robione były przed rozpoczęciem wojny trzy doktoraty (jego uczennicą była Halina Evert-Kappesowa).
Jednocześnie obok pracy uniwersyteckiej był jedną z czołowych postaci Związku Związków Zawodowych we Lwowie. Bierze czynny udział w życiu publicznym im pracy społecznym. Publikuje artykuły w „Słowie Polskim”, którego był przez pewien czas współredaktorem a także w „Przełomie”, „Pionie”, „Drodze”. W 1926 przystąpił do Związku Naprawy Rzeczypospolitej, aktywnie działał w organizacjach syndykalistycznych, m.in. w Zespole Stu, w Generalnej Federacji Pracy, której programu był współautorem, czy w Związku Związków Zawodowych. Publikował w prasie robotniczej i społecznej, m.in. we „Froncie Robotniczym”. W 1935 roku został prezesem Robotniczego Instytutu Oświaty i Kultury im St. Żeromskiego. Był współzałożycielem powstałej w październiku 1939 w Warszawie organizacji konspiracyjnej Związek Syndykalistów Polskich i zarazem członkiem pierwszego składu Komitetu Centralnego związku. Organizował w Krakowie Oddziały Bojowe ZSP. Od listopada 1939 sprawował oficjalne kierownictwo Wydziału Prasowego ZSP. Redagował tygodnik „Akcja”. Za działalność konspiracyjną zostaje nagle aresztowany 12 stycznia 1941 roku. Jest więziony w więzieniu na Pawiaku. Pomimo wysiłków rodziny i przyjaciół nie udaje się go zwolnić z więzienia.
11 marca 1941 roku władze okupacyjne mordują w zbiorowej egzekucji 17 Polaków więzionych na Pawiaku. Jest to odwet za zabójstwo przez polskie podziemie znanego aktora filmowego, volksdeutscha Igo Syma. Wśród rozstrzelanych 11 marca w lesie w Palmirach był Kazimierz Zakrzewski. Władze niemieckie nie podały nazwisk rozstrzelanych, lecz wkrótce było wiadomo, że wśród straconych znalazł się prof. Zakrzewski. W listopadzie 1945 roku Polski Czerwony Krzyż ekshumował jego zwłoki. Następnie zostały one złożone w grobie IV na cmentarzu w Palmirach. Jego śmierć nastąpiła w ramach akcji AB, mającej na celu eksterminację polskiej inteligencji.

## Ważniejsze publikacje
Dorobek naukowy pozostawiony przez prof. Zakrzewskiego jest duży, jeśli liczyć to, że zmarł w wieku 40 lat, a jego działalność naukowa przypada tylko na okres od 1923 do 1939 roku. Bibliografia prac publicystycznych i historycznych zob Michał Kozłowski, Bibliografia prac Kazimierza Zakrzewskiego za lata 1920-2012 i literatury o nim [w:] Kazimierz Zakrzewski. Historia i polityka, red. Małgorzata Dąbrowska, Warszawa–Łódź: IPN-UŁ 2015, s. 314-327 .

### Publikacje historyczne
- [rec.] Stanisław Arnold, Stosunek Longobardów do Rzymian we Włoszech w okresie inwazji na tle uposażenia klasztoru św. Kolumbana w Babbio w wieku VII-X, Kraków 1924, – „Kwartalnik Historyczny” 38 (1924), s. [także osobna nadbitka: Lwów 1926].
- [rec.] The Cambrigde Ancient History, Cambrigde 1923 – „Kwartalnik Klasyczny” (1924), s. 68.
- [rec.] Michail Rostocev, Ocerk istorii drvniago mira, Berlin 1924, – „Kwartalnik Klasyczny” (1924), s. 68.
- [rec.] Albert Goetze, Kleinasien zur Hettiterzeit. Orient und Antike, Heidelberg 1924, – „Kwartalnik Klasyczny” (1924), s. 69.
- [rec.] E. Ferrer, Voromerische Griechen in der Keilschriften von Boghazkoy, “Mitteilungen der deutschen Orientgesellschaft” (1924), – „Kwartalnik Klasyczny” (1924), s. 69.
- [rec.] G. T. Seltaman, Athens – its History and Coinage before Persian Invasion, Cambrigde 1924, – „Kwartalnik Klasyczny” (1924), s. 70.
- Samorząd miast Achaji rzymskiej. Arkadja – Messenia – Lakonia, Archiwum Towarzystwa Naukowego we Lwowie. Dział II, tom 3, Lwów 1925
- Upadek ustroju municypalnego w Późnym Cesarstwie Rzymskim, w: Pamiętnik IV Zjazdu Historyków Polskich w Poznaniu, Lwów 1925, .t. 1, s. 1-20 [przedruk w: U schyłku świata antycznego, Warszawa 1964, s. 121-148].
- Ostatnie lata Stylichiona, „Kwartalnik Historyczny” 39 (1925), s. 445-514 [także osobna nadbitka: Lwów 1925, ss.32 [przedruk w: U schyłku świata antycznego, Warszawa 1964, s.23-120].
- [rec.] F. Novotny, Platonovy listy a Platon, “Spisy filosoficko-fakulty Maarykovy uniwersity v Brne”, – „Kwartalnik Klasyczny” (1926), s. 68.
- La politique Théodosienne, „Eos” 30 (1927), s. 339- 345.
- [rec.] John Bagnell Bury, History of the later Roman Empire from death Theodosius I to death Justinian A.D. 395- A.D. 565, London 1923, – „Kwartalnik Klasyczny” 1 (1927), s. 315-316.
- Rządy i opozycja za cesarza Arkadiusza, „Rozprawy Polskiej Akademii Umiejętności Wydziału Filozoficzno-Historycznego” t. 66, Kraków 1927 .
- Il governo e l'opposizione nel tardo impero romano al tempo di Arcadio : presenté dans la séance du 20 septembre 1926, „Bulletin de l'Académie Polonaise des Sciences et des Lettres” (1926), s. 149-154 [także osobna nadbitka: Cracovie 1926].
- John Bagnell Bury, „Kwartalnik Klasyczny” 2 (1928), s. 221.
- Le consistoire imperial du Bas Empire, „Eos” 31 (1928), s. 405-417.
- Un homme d’état du Bas Empire: Anthemios, „Eos” 31 (1928), s. 417-438.
- [rec.] F. Bilabel, Geschichte Vorderasiens und Aegypters, vom 16. Jahrhund v. Chr. Bis auf dis Neuziet, Heidelberg 1927, – „Kwartalnik Klasyczny” (1928), s. 315-316.
- [rec.] G. Comntenau, La Civivlisation phenicienne, Paris 1926, – „Kwartalnik Klasyczny” (1926), s. 441.
- [rec.] P. Bise, La Politique d’Heraclite d'Ephese, Paris 1925, – „Kwartalnik Klasyczny” (1926), s. 440-441.
- Na drodze do odtworzenia historii Achajów, „Kwartalnik Klasyczny” 3 (1929), s. 62-77.
- Quelques remarques sur les Révolutions romaines, „Eos” 32 (1929), s. 71-82.
- [rec.] G. Glotz, La Cite Grecque, Paris 1928, – „Kwartalnik Klasyczny” (1929), s. 95-96.
- [rec.] Ferdinand Lot, La Fin du Monde antique et le Debut du M. Age, Paris 1927, – „Kwartalnik Klasyczny” (1929), s. 97-98.
- [rec.] J. Toutain, L’Economie antique, Paris 1927, – „Kwartalnik Klasyczny” (1929), s. 96-97.
- Cezura między starożytnością a średniowieczem w świetle historii bizantyjskiej [w:] Pamiętnik V Powszechnego Zjazdu Historyków Polskich w Warszawie 1930, Warszawa 1930, t.1, s. 72-99 [także osobna nadbitka: Lwów 1930. Przedruk [w:] U schyłku świata antycznego, Warszawa 1964, s. 213-258]
- Le partii Théodosien et son antithese, „Eos Supplementa”, t. 18 Leopoli 1931.
- Poprzednik Cezara – Lucjusz Korneliusz Cinna, „Przegląd Historyczny” (1930-1931), s. 64-75.
- Rewolucja Odoakra, „Rozprawy Polskiej Akademii Umiejętności Wydziału Filozoficzno – Historycznego” t.99, Kraków 1933.
- La cité Chrétienne [w:] La Pologne au VII -éme Congrés International des Sciences Historiques, Varsovie 1933, s. 391-408 [także osobna nadbitka: Varsovie 1933].
- U źródeł pobytu św. Piotra w Rzymie, „Kwartalnik Historyczny” 48 (1934), s. 1-48.
- Upadek świata starożytnego, „Przegląd Historyczny” 31 (1934), nr 2 s. 185-211 [przedruk [w:] U schyłku świata antycznego, Warszawa 1964, s. 149-190].
- Upadek Cesarstwa rzymskiego i kultury antycznej [w:] Pamiętnik VI Powszechnego Zjazdu Historyków Polskich w Wilnie, Wilno 1935, s. 459-473 [także osobna nadbitka: Lwów 1935 .Przedruk [w:] U schyłku świata antycznego, Warszawa 1964, s. 191-212] .
- Rewolucja rzymska przesłanki polityczne i gospodarcze, „Kwartalnik Historyczny” (1936), z. 2, s. 427-468 [także osobna nadbitka: Lwów 1936].
- Le róle du christianisme dans la ruine du monde antique [w:] La Pologne au VIII Congrés des Sciences Historiques, Zurich 1938, s. 35-38.
- Dzieje Bizancjum 395-1204 [w:] Wielka historia powszechna, Trzaska, Everta i Michalskiego, t. 4, cz.1, Warszawa 1938, s. 1-253 (reprint – Poznań: Kurpisz 1997, Poznań: Kurpisz 1998; wyd.2 Kraków: Towarzystwo Autorów i Wydawców Prac Naukowych „Universitas” 1999, wyd. 3 – 2007).
- Bizancjum w średniowieczu, Lwów: Państwowe Wydaw. Książek Szkolnych 1939 (wyd.2, Kraków: Towarzystwo Autorów i Wydawców Prac Naukowych „Universitas” 1995. Bestsellery z Przeszłości).
- Skrót historii średniowiecznej powszechnej, Digglefold (Płd. Rodezja): Liceum i Gimnazjum 1946.
- U schyłku świata antycznego, przedmowa Halina Evert-Kappesowa, Warszawa: PWN 1964, ss. 267 (antologia tekstów).

### Wybrane publikacje społeczno-polityczne
- Krzewski [Kazimierz Zakrzewski], Zasady federacji w polskiej polityce kresowej, Kraków: nakładem autora 1920, s. 23. Problemy Polskiej Polityki Kresowej 1 .
- Na kresach spisko-orawskich, Lwów: Ludowe Spółdzielcze Towarzystwo Wydawnicze 1922 .
- Faszystowska koncepcja „syndykalizmu narodowego, „Sprawy polskie” 20.02.1924, nr 2, s. 54–55.
- Klasa robotnicza i zagadnienia produkcji, „Przełom” 24.10.1926, nr 19, s.
- Nasza droga, „Solidarność Pracy” 01.12.1926, nr 1, s.
- Z kim budować?, „Przegląd” 04.07.1926, nr 6, s. 1–4.
- Naród wytwórców, „Przełom” 14.11.1926, nr 22, s.
- Walka klasowa a zagadnienie produkcji, „Przełom” 07.11.1926, nr 21, s. 5–8.
- Nasze miejsce, „Przełom”,19.12.1926, nr 27, s. 1–3.
- Na nowych drogach, „Przełom” 19.02.1928, nr 8, s. 1–3.
- Państwo faszystów państwem syndykalnym?, „Przegląd” 18.03.1928, nr 10, s. 2–3.
- Solidaryzm – elityzm, „Przełom” 08.04.1928, nr 15, s.
- Projekt manifestu, syndykalistów polskich, „Przełom” 29.04.1928, nr 18. Przedruk [w:] K. Zakrzewski, Rozważania syndykalistyczne, wybór i wstęp Adam Danek, Kraków: Ośrodek Myśli Politycznej 2012, s. 1–6.
- Zmierzch liberalizmu a nie demokracji, „Droga. Miesięcznik poświęcony sprawie życia polskiego” (1928), nr 4 (IV), s. 306–308.
- Syndykalizm a organizacja polityczna, „Przełom” 07.10.1928, nr 37–38, s. 2–3.
- Dziesięciolecie państwa, „Brzask” 15.11.1928, nr 1, s. 4–8.
- Dziesięciolecie społecznej polityki państwa polskiego, „Przełom” 18.11.1928, nr 43/45, s. 25–26.
- Dlaczego jestem syndykalistą?, „Przegląd Współczesny” 31 (1929), s. 199–216. Przedruk [w:] K. Zakrzewski, Rozważania syndykalistyczne, wybór i wstęp Adam Danek, Kraków: Ośrodek Myśli Politycznej 2012, s. 52–72.
- Drogowskazy, „Droga. Miesięcznik poświęcony sprawie życia polskiego” (1929), nr 9, s. 733–749.
- Filozofia narodu, który walczy i pracuje (nacjonalizm St. Brzozowskiego), Lwów: „Zespół Stu” 1929, s. 43 .
- Jerzy Valois. Uczen Sorela, Lwów: Biblioteka „Zespołu Stu” 1929, s. 52. Biblioteka „Zespołu Stu” nr 9. Przedruk [w:] K. Zakrzewski, Rozważania syndykalistyczne, wybór i wstęp Adam Danek, Kraków: Ośrodek Myśli Politycznej 2012, s. 7–36.
- Klasa heroiczna, „Droga” (1929), nr 11, s. Przedruk [w:] K. Zakrzewski, Rozważania syndykalistyczne, wybór i wstęp Adam Danek, Kraków: Ośrodek Myśli Politycznej 2012, s. 73–95.
- Reforma parlamentu III, „Przełom” (1929), nr 17/18 (129–130), s. Przedruk [w:] K. Zakrzewski, Rozważania syndykalistyczne, wybór i wstęp Adam Danek, Kraków: Ośrodek Myśli Politycznej 2012, s. 37–41.
- Idee syndykalistyczne, „Ruch Prawniczy, Ekonomiczny i Socjologiczny” (1929), s. Przedruk [w:] K. Zakrzewski, Rozważania syndykalistyczne, wybór i wstęp Adam Danek, Kraków: Ośrodek Myśli Politycznej 2012, s. 42–51.
- Syndykalizm i syndykalizmy, „Przełom” 25.03.1929, nr 11, s.
- Zagadnienie inteligencji, „Droga. Miesięcznik poświęcony sprawie życia polskiego” (1929), nr 4, s. Przedruk – oprac. W. Goslar .
- Przyszłość państwa, „Droga. Miesięcznik poświęcony sprawie życia polskiego” (1930), nr 9 (IX), s. 645–650.
- Od Lenina do Hittlera, „Przełom” (1930), z. 50/52, s. ; (1931), z. 7/9, s. (także osobna odbitka: Warszawa 1931, s. Przedruk [w:] K. Zakrzewski, Rozważania syndykalistyczne, wybór i wstęp Adam Danek, Kraków: Ośrodek Myśli Politycznej 2012, s. 96–124. Fragment Faszyzm, czyli Hilferding w czarnej koszuli .
- Kryzys demokracji, Warszawa 1930, s.173. Bibljoteka Drogi, t. 2. Przedruk fragm. Klasa heroiczna .
- Przyczynki do socjologii narodu (Na marginesie książki prof. St. Grabskiego „Państwo Narodowe”), „Droga. Miesięcznik poświęcony sprawie życia polskiego” (1930), nr 4, s. Przedruk, oprac. P. Grudka .
- Sprawa programu jako sprawa naszego życia, „Przełom” 14.09.1930, nr 37, s. 2–3.
- Walka o mit, „Droga. Miesięcznik. poświęcony sprawie życia polskiego” (1930), nr 1, s. 31–40.
- Nostromo [K. Zakrzewski], Z balonu obserwacyjnego. Wśród nowych mieszkańców osławionego hotelu, „Przegląd” 30.11.1930, nr 48, s. 5–6.
- Na przedprożu państwa wytwórców, „Droga. Miesięcznik poświęcony sprawie życia polskiego” (1931), nr 1, s.
- Najazd barbarzyńców, „Przełom” (1931), nr 9, s. 3.
- Odpowiedź na ankietę konstytucyjną, 'Przełom” (1931), nr 26, s. ; nr 27/28, s. Przedruk [w:] K. Zakrzewski, Rozważania syndykalistyczne, wybór i wstęp Adam Danek, Kraków: Ośrodek Myśli Politycznej 2012, s. 143–175.
- O granicach naszej Rewolucji, „Przegląd” 12.04.1931, nr 15, s. 2–3.
- Rok 1931: Stocznie nowego okresu rewolucji, „Przełom” 01.02.1931, nr 5, s. 1–3.
- Zmierzch cywilizacji optymistycznej, „Droga. Miesięcznik poświęcony sprawie życia polskiego” (1931), nr 4 (IV), s. 289–301. Przedruk [w:] K. Zakrzewski, Rozważania syndykalistyczne, wybór i wstęp Adam Danek, Kraków: Ośrodek Myśli Politycznej 2012, s. 125–142.
- Horyzonty, „Droga. Miesięcznik poświęcony sprawie życia polskiego” (1932), nr 7/8 (VII–VIII), s. 659–665.
- Na marginesie dyskusji konstytucyjnej, „Przełom” 06.02.1932, nr 1, s.
- Narodziny nowej moralności, „Droga. Miesięcznik poświęcony sprawie życia polskiego” (1932), nr 1, s. 2–22.
- Duch katastrofizmu i nacjonalizmy, „Droga. Miesięcznik poświęcony sprawie życia polskiego” (1932), nr 6, s. 541–557.
- Prawo własności i wolność gospodarcza, „Przegląd” 05.04.1932, nr 3, s. 2–3.
- Nostromo [K. Zakrzewski], Wielka Społeczna, „Przegląd” 12.06.1932, nr 7, s. 1–3.
- Wobec narastającego średniowiecza, „Przegląd” 24.07.1932, nr 9, s. 5.
- Społeczno–gospodarcze przesłanki syndykalizmu, „Przegląd Ekonomiczny” (1932), z. 8, s. Przedruk, oprac. P. Grudka .
- Bolszewizm–faszyzm, „Przełom” 10.12.1932, nr 12/14, s. 13–15.
- Nowy klimat polityczny, „Przełom”, nr 1 (I), (1933), s. 6–8.
- Polska i Europa wobec przewrotu niemieckiego, „Przełom”, nr 4 (IV), (1933), s. 3–4.
- Genealogia państwa liberalnego, „Droga. Miesięcznik poświęcony sprawie życia polskiego” (1933), nr 12, s.1206–1229.
- Nowy klimat polityczny, „Przełom” (1933), nr 1, s. 2–5.
- Polska i Europa wobec przewrotu niemieckiego, „ Przełom” (1933), nr 4, s. 2–3.
- Faszyzm w dziejach Europy, „Przełom” (1934), nr 6, s. 1–6.
- Krach międzynarodówek, „Przełom” (1934), nr 2, s. 9–11.
- Rozpatrujcie się uważnie, wilcy!, „Pion” (1934), nr 28, s. 1–2.
- Uczymy się rewolucji, „ Pion” (1934), nr 20, s. 8.
- Krach Międzynarodówek, „Przełom”, nr 2 (III), (1934), s. 9–11.
- Fermenty niemieckie, „Przełom”, 01.04.1934, nr 3/4, s. 1–3.
- Faszyzm w dziejach Europy. Rachunek zysków i strat, „Przełom”, nr 6 (VI), (1934), s. 1–4.
- Rubikon Franklina Roosevelta, „Przełom”, nr 1 ( I), (1934), s. 11–13.
- Szlakiem buntu klerków, „Przełom”, nr 5 (V), (1934), s. 16–18.
- Nostromo [K. Zakrzewski], Polityka Piłsudskiego, „Przełom”, nr 2 (III), (1934), s. 1–3.
- Dyskusja abisyńska, „Pion” 09.11.1935, nr 45, s. 4.
- Ideologia Piłsudczyków, „Pion” 15.06.1935, nr 24, s. 2–3.
- Józef Piłsudski a proletariat (1). Dziejowa misja proletariatu, „Front Robotniczy” 21.07.1935, nr 29, s. 4.
- Józef Piłsudski a proletariat (2). Selekcja żywiołów bohaterskich, „Front Robotniczy” 28.07.1935, nr 30, s. 1.
- Józef Piłsudski a proletariat (3). Polska idea państwowa, „Front Robotniczy” 04.08.1935, nr 31, s. 1.
- Józef Piłsudski a proletariat (4). Dalsza droga, „Front Robotniczy” 11.08.1935, nr 32, s. 1–2.
- Państwo liberalne – państwo całkowite – państwo polskie, „Pion” (1935), nr 15, s. 4–5.
- Przezwyciężanie marksizmu, „Droga.Miesięcznik poświęcony sprawie życia polskiego” (1935), nr 4, s. 309–323.
- Przyczynki do „tragedii nieporozumień”, „Pion” 23.11.1935, nr 47, s. 1.
- Rewolucja Lenina i państwo Stalina, „Droga” (1935), nr 12, s. 1006—1017.
- Sowiety i „moskuterzy” zachodni, „Front Robotniczy” 01.12.1935, nr 48, s.
- Horoskopy roku 1936–ego. Czy zmierzch faszyzmu?, „Front Robotniczy” 20.10.1935, nr 42, s. 2.
- Państwowe i klasowe zadania proletariatu Polski, „Front Robotniczy” 26.01.1936, nr 4, s. 1–2.
- Pod czerwonym sztandarem, „Front Robotniczy” 10.05.1936, nr 26, s. 2.
- Masy ludowe największym bogactwem, „Front Robotniczy” 28.06.1936, nr 34, s. 2.
- Dalszy rozłam polityczny klasy robotniczej, „Front Robotniczy” 24.11.1936, nr 58, s. 1–2.
- Czy „narodowcy” są faszystami?, „Front Robotniczy” 20.10.1936, nr 51, s. Przedruk – oprac. W. Goslar , .
- Rząd Narodowy, „Naród i Państwo” (1936), nr 3, s. Przedruk [w:] K. Zakrzewski, Rozważania syndykalistyczne, wybór i wstęp Adam Danek, Kraków: Ośrodek Myśli Politycznej 2012, s. 176–181.
- Taktyka ruchu robotniczego, „Front Robotniczy” 17.05.1936, nr 27/28, s. 1.
- Drogi i bezdroża. Mnóstwo endeków jest pośród nas..., „Naród i Państwo” 08.02.1936, nr 1, s. 10.
- Kwestia żydowska i antysemityzm, „Front robotniczy” 29.03.1936, nr 18, s.
- Nacjonalizm, patriotyzm, idea Ojczyzny, „Naród i Państwo” 12.04.1936, nr 10, s.1.
- Liberalnej burżuazji nędze i bunty, „Front Robotniczy” 03.11.1936, nr 54, s. 3.
- Dalszy rozłam polityczny klasy robotniczej, „Front Robotniczy” 24.11.1936, nr 58, s.
- Do Polski Proletariackiej, „Front Robotniczy” 03.05.1936, nr 25, s. 2.
- Polska to krzyk bojowy mas, „Front Robotniczy” 14.06.1936, nr 32, s. 2.
- Masy ludowe największym bogactwem, „Front Robotniczy” 28.06.1936, nr 34, s. 2.
- Państwo totalne czy państwo społeczne, „Naród i Państwo” 22.03.1936, nr 7, s. 3.
- Pochód faszyzmu, „Front robotniczy” 27.09.1936, nr 47, s. 1–2.
- Pod czerwonym sztandarem, „Front Robotniczy” 10.05.1936, nr 26, s. 2.
- Po dziesięciu latach, „Naród i Państwo” 17.05.1936, nr 15, s. 1.
- Pochód faszyzmu, „Front Robotniczy” 27.09.1936, nr 47, s. 1–2.
- Dojrzałość polityczna mas ludowych, „Naród i Państwo” 08.03.1936, nr 5, s. 2.
- Zasady nowych ustaw robotniczych uchwala Centralny Wydział ZZZ, „Front Robotniczy” 19.01.1937, nr 5, s. 1–2.
- Równać do proletariatu, „Głos Powszechny” 22.02.1937, nr 16, s. 4.
- O obronie narodowej i wyborach wtrącamy swoje trzy grosze, „Front Robotniczy” 05.12.1937, nr 32, s.
- Tory francuskiego Frontu Ludowego, „Front Robotniczy” 12.01.1937, nr 1/2, s. 5.
- Może wreszcie początek przełomu, „Front Robotniczy” 20.10.1937, nr 26, s. 1.
- Światowe plany faszyzmu, „Front Robotniczy” 21.11.1937, nr 29/30, s. 1.
- Teoria i praktyka izb pracy, „Front Pracownika Umysłowego. Organ Związku Zawodowego. Pracowników Umysłowych Przemysłu, Handlu i Biurowości w Polsce ZZZ” 06.01.1937, nr 1, s. Przedruk, oprac. P. Grudka .
- „Nowa Europa”, „Front Robotniczy” 01.11.1938, nr 23/24, s. 2.
- Rozważania wiosenne, „Front Robotniczy” 01.05.1938, nr 9/10, s. 3.
- Trzy miesiące po pakcie monachijskim, „Front Robotniczy” 01.01.1939, nr 1/2, s. 2.
- Przyszłość generała Franco, „Głos Niezależnych” 07.05.1939, nr 3, s. 1, 3.
- Dokoła antysemityzmu. Żydzi są aryjczykami, „Głos Niezależnych” 28.05.1939, nr 5, s. 2, 6.
- Proletariat w lecie 1939 r., „Front Robotniczy” 15.07.1939, nr 11/12, s. 2.
- Proletariat i partie, „Front Robotniczy” 01.07.1938, nr 13/14, s. 2.
- Podstawy ideowe prac Robotniczego Instytutu Oświaty i Kultury + odezwa RIOK, „Przewodnik Pracy Społecznej” (1938/1939) nr 4/5, s. Przedruk, oprac. P. Grudka .
- Kultura Józefa Piłsudskiego, „Głos Niezależnych” 14.05.1939, nr 4, s. 2–3.
- Przed 25–ciu laty, „Front Robotniczy” 01.08.1939, nr 13, s. 1–2.
- Filozofia polityczna szlaku Piłsudskiego, „Głos Niezależnych” 06.08.1939, nr 11, z 6 VIII (1939), s. 6.
- ZZZ w hołdzie pamięci Piłsudskiego, „Front Robotniczy” 05.04.1939, nr 7/8, s. 3.
- Państwo ludowe – idea z listopada 1918 r., „Front Robotniczy” 01.11.1938, nr 23/24, s. Przedruk – oprac. P. Grudka .
- Niedźwiedź czy sfinks?, „Głos Niezależnych” 11.06.1939 nr 7, s.
- Filozofia polityczna szlaku Piłsudskiego, „Głos Niezależnych” 06.08.1939, nr 11, s. 6.
- Rozważania syndykalistyczne, wybór i wstęp Adam Danek, Kraków: Ośrodek Myśli Politycznej 2012 (antologia tekstów), s. 194.